# Heaven's gate
Heaven’s gate is het achtste studioalbum van Hawklords opgericht in 2008. Het is het laatste deel van een trilogie aan albums dat handelt over geboorte, leven en dood in de zin van vrede, liefde en oorlog. Het album is opgenomen in The Moonbase, The Earth Lab en The Music Complex. De banden met Hawkwind werden strakker aangespannen, Hawkwindlid Dead Fred speelde mee op dit album. Na het uitgeven van het album verzorgde de Hawklords een kleine tournee (Generations Tour 2019), waarbij Dead Fred ook meespeelde.

## Musici
- Harvey Bainbridge – synthesizers, effecten
- Dave Pearce – drumstel
- Jerry Richards – gitaar, effecten, zang
- Tom Ashurst – basgitaar, zang
- Dead Fred – toetsinstrumenten, zang

## Muziek
| Nr. | Titel                           | Duur |
| --- | ------------------------------- | ---- |
| 1.  | Isle of the dead (Richards)     | 6:35 |
| 2.  | In your eyes (Richards)         | 4:59 |
| 3.  | False gods (Richards)           | 4:47 |
| 4.  | Blues at four (Richards)        | 4:19 |
| 5.  | A state of life (Richards)      | 2:54 |
| 6.  | One way trip (Richards, Reeves) | 7:32 |
| 7.  | We love you (Richards)          | 2:52 |
| 8.  | Elegy for the doctor (Richards) | 5:18 |